# Aug. Klönne
Aug. Klönne lautete die Firma eines 1879 gegründeten Stahlbau-Unternehmens in Dortmund. 1966 wurde es von der Thyssen-Röhrenwerke AG übernommen.

## Geschichte
Das Unternehmen Aug. Klönne wurde am 1. Juli 1879 von dem Ingenieur August Klönne gegründet. Der Betrieb begann mit dem Bau von Industrieöfen, z. B. für Gaswerke (Kokereien), aber erweiterte das Fertigungsspektrum schon bald erheblich. Ab 1890 erschloss Klönne weitere Produktionsbereiche im Brücken- und Eisenhochbau. Als Ergebnis einer Kooperation mit dem befreundeten Ingenieur Georg Barkhausen entstanden oberirdische Gasbehälter mit Ringbecken sowie später auch Wasserhochbehälter. Klönne wurde alleiniger Hersteller der Barkhausen-Behälter und entwickelte 1896 eine verbesserte, kugelförmige Variante, von der ab 1906 als Bauart Klönne innerhalb eines Zeitraums von rund dreißig Jahren mehrere hundert Exemplare in Dortmund vorgefertigt und weltweit aufgestellt wurden. Das Unternehmen Aug. Klönne errichtete z. B. in den Niederlanden eine zweigleisige, 264 Meter lange Eisenbahndrehbrücke, eine der größten Europas.
Nach dem Tod des Gründers im Jahr 1908 führten die beiden Söhne, die Zwillinge Max Klönne (1878–1945) und Moritz Klönne (1878–1962) das Unternehmen weiter. Sie erweiterten den Tätigkeitsbereich des Unternehmens stark. Mit dem Bau von Bergwerks- und Hüttenanlagen, Gasbehältern, Brücken, Krananlagen, Hallen, Gaswerkseinrichtungen, Fördermaschinen und auch Stahlwasserbauten wie z. B. Schiffshebewerken, Schwimmdocks oder Seeschleusen konnte das Unternehmen stark expandieren.
Während der NS-Zeit trat Moritz Klönne 1940 der NSDAP und SS bei, wurde Wehrwirtschaftsführer und beschäftigte Zwangsarbeiter. Nachdem sein älterer Sohn Carl August im Zweiten Weltkrieg gefallen war, folgte ihm sein jüngerer Sohn Ernst Moritz Klönne als Nachfolger in der Leitung des Unternehmens auf. Ernst Moritz Klönne wurde 1957 wegen der freiwilligen Beteiligung an dem Endphaseverbrechen Massaker im Arnsberger Wald zu einer mehrjährigen Haftstrafe verurteilt, bei dem 208 männliche und weibliche Zwangsarbeiter aus Osteuropa, einschließlich zweier Kinder, brutal ermordet wurden. Während seiner Haftzeit hatte er die Leitung des Unternehmens anderweitig delegiert.
1950 betrieb das Unternehmen ein Schamottewerk in Volmarstein. 1958 waren bei dem Unternehmen Aug. Klönne ca. 1700 Arbeiter und Angestellte beschäftigt. 1966 erfolgte die Übernahme durch die Thyssen-Röhrenwerke AG, in den 1990er Jahren wurde der Dortmunder Standort mit den Werken an der Körnebachstraße (Werk 1) und an der Hannöverschen Straße (Werk 2) aufgegeben.

## Bauwerke

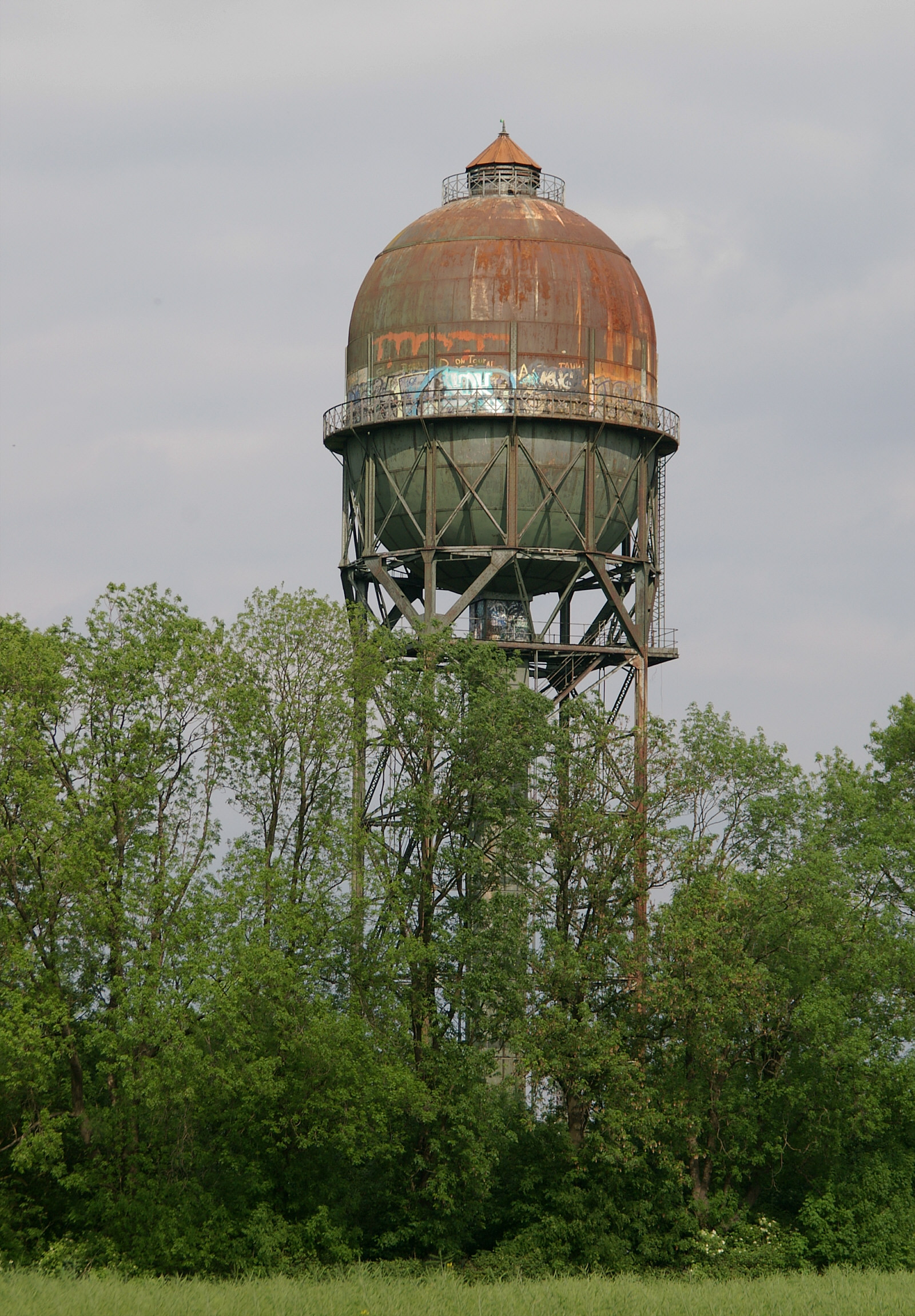
Wasserturm „Lanstroper Ei“ in Dortmund-Lanstrop (1904/1905)

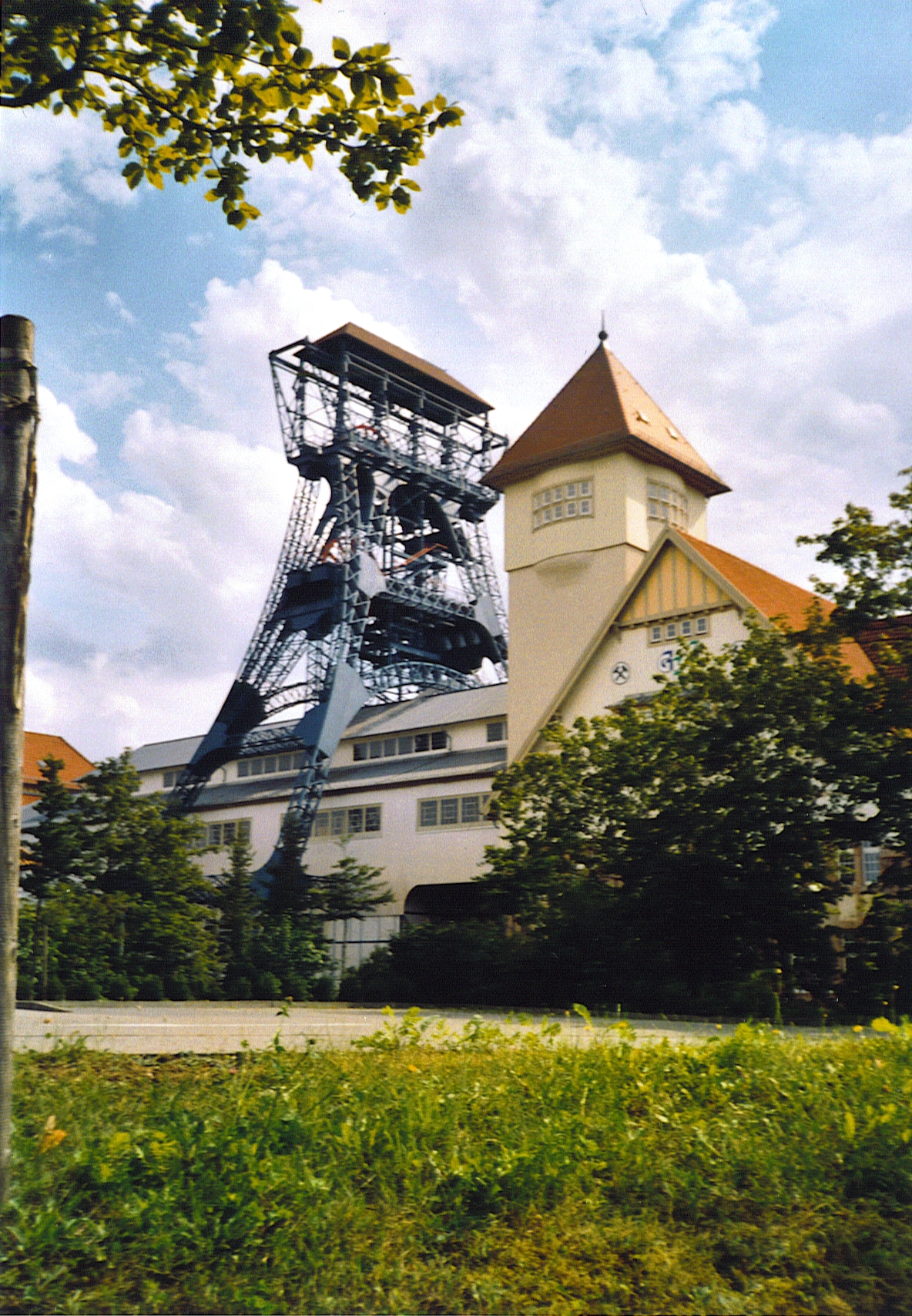
Förderturm des Petersenschachtes in Sondershausen (1908)

- 1898: Bahnsteighallen des Dresdner Hauptbahnhofs
- 1899: Stadt-, Kuttenbach- und Fuchsbrunn-Brücke der ehemaligen Bahnstrecke Zwönitz–Scheibenberg
- 1901: Eisenbahn-Marienbrücke in Dresden
- 1902: Bahnsteighallen des Hauptbahnhofs in Essen (zerstört)
- 1903–1904: Wasserturm in Groitzsch
- 1904–1905: Wasserturm „Lanstroper Ei“ in Dortmund-Lanstrop (Barkhausen-Behälter, Kugelform durch zylindrisches Segment gestreckt)
- 1906: Bahnhofsumbau mit Bau eines Fußgängertunnels, Eilgüterschuppen und einem Wasserturm in Burg bei Magdeburg
- 1907–1908: Wasserturm des Eisenbahn-Betriebswerks „Berlin Anhalter Bahnhof“ in Berlin (heutiges Gelände des Deutschen Technikmuseums)
- 1908: Fördergerüst für den „Petersenschacht“ des Kaliwerks „Glückauf“ in Sondershausen
- 1908: Wasserturm in Peking, (1957 zerstört)[2]
- 1909–1911: Teile der Hohenzollernbrücke in Köln
- 1910: Bahnsteighallen des Dortmunder Hauptbahnhofs (zerstört)
- 1910–1911: Brückenensemble Unionstraße, Eisenbahnüberführung zum Dortmunder Hauptbahnhof
- 1910–1912: Elbebrücke Schönebeck (Überbauten kriegszerstört)
- 1913: Wasserturm Haltingen
- 1913: Wasserturm Design Yeoville Watertower, Johannesburg, South Africa
- 1914: Bahnwasserturm an der Vetschauer Straße in Cottbus
- 1913–1916: Teile des Ruhr-Viadukts bei Witten
- 1913–1916: Hindenburgbrücke in Halle (Saale) (2006 verschrottet)
- 1914–1917: Luftschiff-Hangars in Nordholz, Düsseldorf, Seerappen (Ostpreußen)
- 1926–1927: neue Stromüberbauten der Eisenbahn-Rheinbrücke bei Wesel (zerstört)
- 1928: Brücken Nr. 4 und Nr. 6 der Erzbahn in Bochum
- 1927: Wasserflugzeug-Hangar in Travemünde
- 1927–1934: Schiffshebewerk Niederfinow
- 1930–1932: Stahlkonstruktion für das Faber-Hochhaus in Magdeburg
- 1938: Scheibengasbehälter in Gelsenkirchen-Horst (Fassungsvermögen 600.000 m³ / Höhe 150 m / Stahlgewicht 5.000 t)
- 1954: Kugelgasbehälter Köln-Ehrenfeld (Nutzinhalt 110000 m³, GEW Werke Köln), ARGE Klönne-BAMAG[3]
- 1961–1963: Mainbrücke Schwanheim der Bundesstraße B 40 für die Stadt Frankfurt am Main
- 1962–1965: Rheinbrücke Leverkusen der Autobahn A1, als ARGE mit weiteren Firmen